# どんなときもずっと
- ラブライブ! > μ's > どんなときもずっと
- ラブライブ! > ラブライブ!のディスコグラフィ > どんなときもずっと

「どんなときもずっと」は、μ'sによるシングルで、楽曲はテレビアニメ『ラブライブ！』の第2期エンディングテーマ。2014年5月8日にLantisから発売。

## リリース
テレビアニメ『ラブライブ！』の第2期エンディングテーマとして起用された。放送回によって担当するメンバーが異なり、CDに収録される9人ver.は第3話で使用された。
シングルの初回生産分には「μ'sのあなたと真面目に図書館デートカード」1枚（全9種）がランダムで封入されている。また、法人特典として「それは僕たちの奇跡」と両方購入すると、うちわ・ブロマイド・マイクロファイバークロス・ポストカード・クリアファイル・ミニ下敷き・ジャケットステッカー・ポートレートが購入者特典として入手できる。
キャッチコピーは「楽しいときも悲しいときも、そばにいるからね」。

## チャート成績
5月7日付のオリコンデイリーランキングでは2位にランクイン。ラブライブ関連楽曲で最高となるデイリー売上1.9万枚を記録した。5月19日付のオリコン週間ランキングでは初動4.5万枚を売り上げ、自身最高記録となる週間2位にランクインした。また、「それは僕たちの奇跡」も9位にランクインし、初の2作同時TOP10入りも果たした。
サウンドスキャンの週間ランキングでは3作連続となる1位を獲得した。

## 収録曲
（全作詞：畑亜貴）
- CD

1. どんなときもずっと　[4:40]
  - 作曲・編曲：佐々木裕、ストリングスアレンジ：長谷泰宏
2. COLORFUL VOICE [3:43]
  - 作曲・編曲：渡辺和紀
  - 童心に帰った雰囲気の歌詞が特徴。曲中のメンバーソロパートの歌詞には各々のイメージカラーが当てはめられている。
3. どんなときもずっと (Off Vocal) [4:39]
4. COLORFUL VOICE (Off Vocal) [3:42]

## 担当メンバー
| 話数     | 歌唱メンバー                                                       | 週替わりメンバー                 | 収録CD                                                      | 備考        |
| -------- | ------------------------------------------------------------------ | -------------------------------- | ----------------------------------------------------------- | ----------- |
| 第1話    | （「それは僕たちの奇跡」を使用）                                   | （「それは僕たちの奇跡」を使用） | （「それは僕たちの奇跡」を使用）                            |             |
| 第2話    | 絢瀬絵里（南條愛乃）、東條希（楠田亜衣奈）、矢澤にこ（徳井青空）   | 高坂穂乃果                       | 2期サウンドトラック 「Notes of School idol days 〜Glory〜」 |             |
| 第3話    | μ's                                                                | 園田海未                         | 本作                                                        |             |
| 第4話    | 矢澤にこ（徳井青空）                                               | 矢澤にこ                         | 2期サウンドトラック 「Notes of School idol days 〜Glory〜」 | にこ主役回  |
| 第5話    | 星空凛（飯田里穂）                                                 | 星空凛                           | 2期サウンドトラック 「Notes of School idol days 〜Glory〜」 | 凛主役回    |
| 第6話    | 星空凛（飯田里穂）、西木野真姫（Pile）、小泉花陽（久保ユリカ）     | 西木野真姫                       | 2期サウンドトラック 「Notes of School idol days 〜Glory〜」 |             |
| 第7話    | 高坂穂乃果（新田恵海）、南ことり（内田彩）、園田海未（三森すずこ） | 小泉花陽                         | 2期サウンドトラック 「Notes of School idol days 〜Glory〜」 |             |
| 第8話    | 絢瀬絵里（南條愛乃）、西木野真姫（Pile）、東條希（楠田亜衣奈）     | 東條希                           | 2期サウンドトラック 「Notes of School idol days 〜Glory〜」 |             |
| 第10話   | 高坂穂乃果（新田恵海）                                             | 南ことり                         | 2期サウンドトラック 「Notes of School idol days 〜Glory〜」 |             |
| 第11話   | μ's                                                                | 絢瀬絵里                         | 2期サウンドトラック 「Notes of School idol days 〜Glory〜」 | 9人全員合唱 |
| 上記以外 | （不使用）                                                         | （不使用）                       | （不使用）                                                  |             |

## 収録アルバム
| 曲名               | アルバム                                    | 発売日        | 備考           |
| ------------------ | ------------------------------------------- | ------------- | -------------- |
| どんなときもずっと | 『μ's Best Album Best Live! Collection II』 | 2015年5月27日 | ベストアルバム |
| COLORFUL VOICE     | 『μ's Best Album Best Live! Collection II』 | 2015年5月27日 | ベストアルバム |

### ユニットメンバー
1. 1 2  高坂穂乃果（新田恵海）、絢瀬絵里（南條愛乃）、南ことり（内田彩）、園田海未（三森すずこ）、星空凛（飯田里穂）、西木野真姫（Pile）、東條希（楠田亜衣奈）、小泉花陽（久保ユリカ）、矢澤にこ（徳井青空）